# Kim Small
Kim Small es una deportista estadounidense que compitió en natación. Ganó dos medallas de plata en el Campeonato Pan-Pacífico de Natación de 1991, en las pruebas de 400 m libre y 800 m libre.

## Palmarés internacional
| Campeonato Pan-Pacífico | Campeonato Pan-Pacífico | Campeonato Pan-Pacífico | Campeonato Pan-Pacífico |
| Año                     | Lugar                   | Medalla                 | Prueba                  |
| ----------------------- | ----------------------- | ----------------------- | ----------------------- |
| 1991                    | Edmonton (Canadá)       | Medalla de plata        | 400 m libre             |
| 1991                    | Edmonton (Canadá)       | Medalla de plata        | 800 m libre             |